# Адольф Теодор Купфер
Адольф Теодор Купфер (народився 7 січня / 18 січня 1799 року в Мітау, Курляндія; † 23 травня / 4 червня 1865 року в Санкт-Петербурзі) був німецько-балтійським фізиком, мінералогом і фізико-хіміком.

## Життєпис
Адольф Теодор Купфер народився як син купця Якоба Леонгарда Купфера та його дружини Констанції, уродженої Брандт. Він навчався в середній школі в Мітау, вивчав медицину в Дерптському університеті в 1815 і 1816 роках, вивчав мінералогію з Крістіаном Самуелем Вайссом в Берліні з 1816 по 1819 рік, потім хімію з Фрідріхом Штромайером в Геттінгені і здобув там докторський ступінь у 1821 році. Він поїхав до Парижа, де працював з Рене-Жюст Гаюї в 1821 і 1822 роках, зокрема над призовим завданням, встановленим Берлінською академією наук щодо точного вимірювання кутів на кристалах, і отримав премію; пізніше він опублікував цю роботу в Берліні в 1826 році. Призначений професором фізики та хімії в Казанському університеті, він обійняв цю посаду в 1824 році, а в 1828 році був призначений дійсним членом Академії наук у Санкт-Петербурзі за предметом мінералогії, який він замінив на фізику в 1840 році. У 1840 році обраний членом-кореспондентом Геттінгенської академії наук.
У 1828 році Купфер вирушив у дослідницьку поїздку на Уральські гори, де зустрівся з магнітно-астрономічно-метеорологічною експедицією Ханстіна-Ермана. Після повернення він обіймав посади в різних технічних державних школах, але вже в 1829 році академія призначила його науковим супутником разом з Йоганном Георгом Ленцем і Едуардом Менетрі в експедиції генерала Іммануеля вглиб Кавказу або на Ельбрус.
У Казані Купфер продовжив відносини, які він встановив з Араго під час свого перебування в Парижі, проводячи астрономічні спостереження в листуванні. Купфер відкрив і визначив вплив температури на магнітну силу в магнітних стрижнях. Коли Академія в Санкт-Петербурзі за його проханням у 1830 році побудувала там геомагнітну обсерваторію, він відновив там ці спостереження. Його зусиллями була організована мережа магнітно-метеорологічних спостережень по всій Росії шляхом створення обсерваторій, на чолі з якою в 1843 році була центральна фізична обсерваторія в Санкт-Петербурзі. У 1848 році Купфера призначили її директором. Викладацьку діяльність він проводив до 1851 року, після чого присвятив своє життя лише науковим дослідженням.
На додаток до його численних робіт з метеорології та геомагнетизму, Купфер, серед іншого, очолив: встановлення штормових сигналів уздовж російських берегів. Його дослідження в області гідрометрії привели до впровадження в Росії нового спиртометра. Результати його роботи над останньою темою зафіксовані в Довіднику з алкоголометрії (Берлін, 1865 р.).
Коли Купфер збирався вирушити в закордонну поїздку, він помер від запалення легенів у Санкт-Петербурзі 4 червня 1865 року у віці 66 років. У цьому місті він був похований на Смоленському кладовищі.

## Публікації
- Ueber den Schwefel. In: Annalen der Physik, Bd. 78 (1824), S. 423—426 (Digitalisat der Bibliothèque nationale de France, PDF).
- Ilmenit, ein neues Fossil (sammt neuen Spielarten des Zirkon und Gadolinit) aus Sibirien. In: Archiv für die gesammte Naturlehre, Jg. 10 (1827), S. 1–13 (Digitalisat, PDF).
- Ueber die Krystallisation des Kupfervitriols, nebst allgemeinen Bemerkungen über das ein- und eingliedrige oder tetartoprismatische System. In: Annalen der Physik, Bd. 84 (1826), S. 61–71.
- Ueber die Krystallisation des Adulars, nebst einigen allgemeinen Bemerkungen, über das zwei und eingliedrige System. In: Annalen der Physik, Bd. 89 (1826), S. 209—233.
- Reise in die Umgegend des Elborus. St. Petersburg 1830.
- Handbuch der rechn. Krystallonomie. Petersburg 1831.
- Verbesserungen am Reflexionsgoniometer, Poggendorff, Ann. XXVII. 1833.
- Preisschrift über den Einfluß der Wärme auf die Elasticität der festen Körper, besonders der Metalle, in den Mém, de l'Acad. de St. Pétersbourg, Scienc. math. et phys. VI. 1857.